# Championnats de France d'athlétisme 1919
Ne doit pas être confondu avec Championnats de France d'athlétisme 1919 (FSAF).
Navigation
Championnats 1918 Championnats 1920

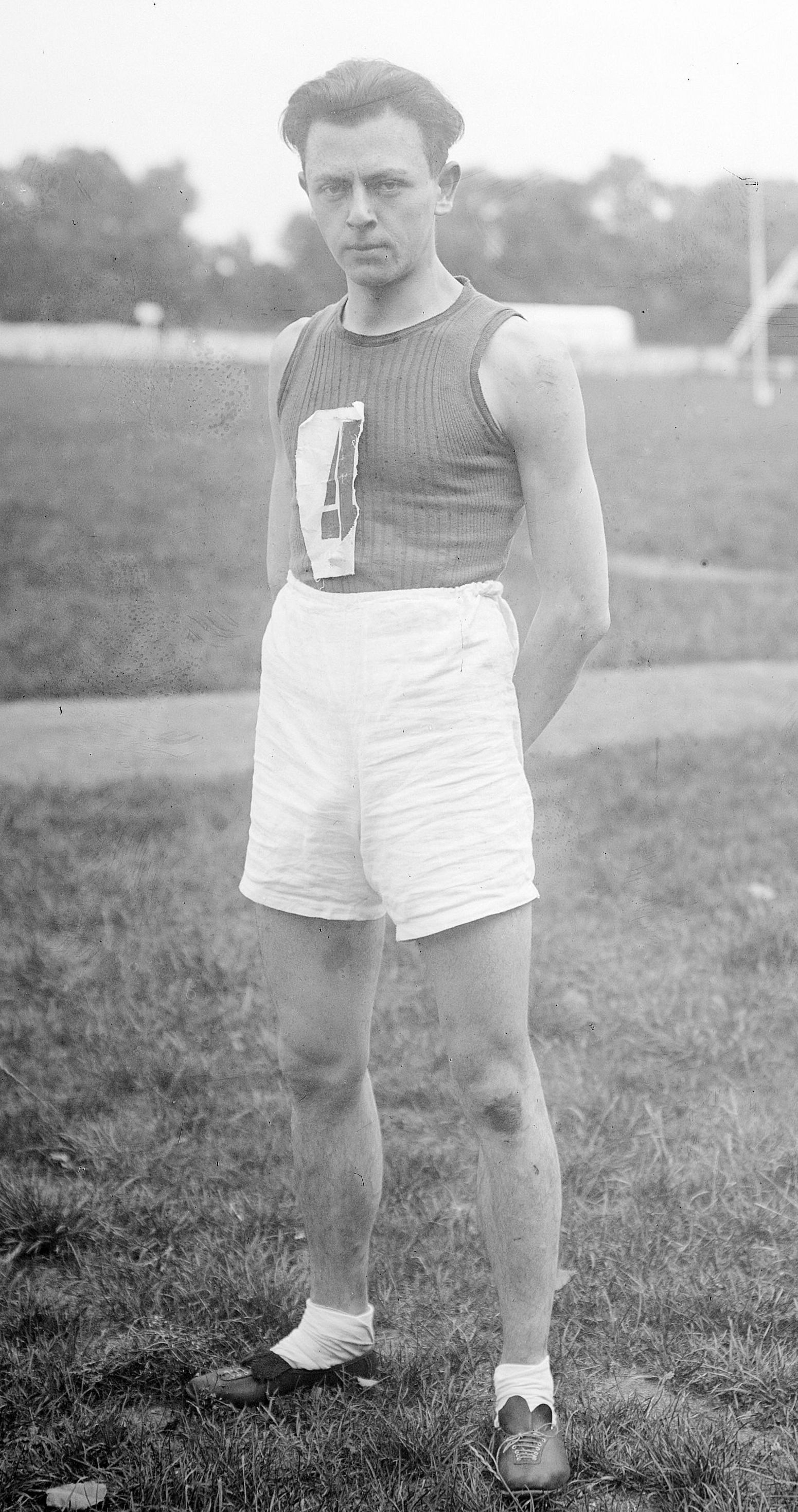
Albert Hemmi, Suisse, vainqueur des championnats de France 1919 sur 100 mètres (ainsi qu'en 1917), 200 mètres, et lors du relais 4x400 mètres (Colombes, le 20 juillet).

Les Championnats de France d'athlétisme 1919 ont eu lieu les 19 et 20 juillet 1919 à Colombes. Les épreuves féminines se sont déroulées le 29 juin 1919 au Stade Jean-Bouin de Paris.

## Palmarès

### Femmes
| Discipline                 | Athlète             | Athlète      |
| -------------------------- | ------------------- | ------------ |
| 80 m                       | Suzanne Cuzin       | 10 s 8       |
| 300 m                      | Suzanne Cuzin       | 48 s 0       |
| 1 000 m                    | Suzanne Guéry       | 3 min 32 s 6 |
| 80 m haies                 | Germaine Delapierre | 14 s 8       |
| Saut en hauteur sans élan  | Suzanne Cuzin       | 1,063m       |
| Saut en hauteur            | Paule Fercoq        | 1,32 m       |
| Saut en longueur sans élan | Suzanne Cuzin       | 2,32 m       |
| Saut en longueur           | Yvonne Gorget       | 4,66 m       |
| Lancer du poids            | Violette Morris     | 15,14 m      |
| Lancer du javelot          | Violette Morris     | 37,25 m      |

### Hommes
| Discipline                 | Athlète             | Athlète       |
| -------------------------- | ------------------- | ------------- |
| 100 m                      | Albert Hemmi (SUI)  | 11 s 2        |
| 200 m                      | Albert Hemmi (SUI)  | 22 s 4        |
| 400 m                      | Gaston Féry         | 50 s 8        |
| 800 m                      | Edmond Brossard     | 2 min 0 s 0   |
| 1 500 m                    | Henri Delvart       | 4 min 10 s 0  |
| 5 000 m                    | Joseph Guillemot    | 15 min 47 s 6 |
| 110 m haies                | Géo André           | 16 s 4        |
| 400 m haies                | Géo André           | 57 s 6        |
| Saut en hauteur sans élan  | Géo André           | 1,44 m        |
| Saut en hauteur            | Géo André           | 1,75 m        |
| Saut à la perche           | André Francquenelle | 3,52 m        |
| Saut en longueur sans élan | Etienne Proux       | 3,08 m        |
| Saut en longueur           | André Chilo         | 6,79 m        |
| Triple saut                | André Chilo         | 13,07 m       |
| Lancer du poids            | Raoul Simon-Paoli   | 13,11 m       |
| Lancer du disque           | Raoul Simon-Paoli   | 38,68 m       |
| Lancer du javelot          | Henri Lemasson      | 36,83 m       |